# Корина
Корина из Танагре, у Беотији, ћерка Ахелоодора и Прократије, ученица Миртидина. После 1906. год. ο њој се више зна, јер је те године доспео у Берлин један папирус из Хермуполиса који знатно проширује познавање њене поезије. Као Миртида, и она је на лирски начин обрађивала епско-митолошко градиво ο беотским јунацима и јунакињама. Предмет њене лиризоване епике били су седморица против Тебе, Минијине ћерке, штит Атенин, ловац Орион и његове ћерке, Едип који убија теумесијску лисицу, певачко надметање Хеликона и Китерона, брдских исполина, затим Беот, епоним земље, Еуонимија, унука Кефисова и ћерка врача Еуонима, Јолај друг Хераклов, па Асопове ћерке, за које отац њихов пита Аполоново пророчиште у Птоону шта је с њима, а пророк Акрефен одговара саопштавајући њихову судбину.
И за Корину се причало да се надметала с Пиндаром, али га је она победила. Паусанија казује да је видео њен гроб на најугледнијем месту у Танагри и статуу која приказује Корину како себи овија траком главу због победе над Пиндаром, и додаје, „да је она победила због свога дијалекта, јер није певала у дорском наречју, као Пиндар, него у оном који су Еољани морали разумети, а и због тога што је била најлепша међу ондашњим женама, ако се сме судити према портрету“ (IX 22, 3). Плутарх је ο њој забележио ову анегдоту. Пиндару, који се у младости служио сувише смелим изразима, она је паметно саветовала да не обраћа пажњу само на речи, мелодију и ритам него и на мотиве и садржину. Пиндар послуша њен савет и испева песму у којој је у првих пет стихова донео читаву масу тебанских митова. Кад је прочитао Корини ту песму, она му с осмејком примети да „треба сејати руком а не пуним џаком“ (De glor. Athen. 4). Поред све те поуке, њене домаће песме односе се према Пиндаровој високој уметности „као мале љупке теракоте њена завичаја Танагре према бронзаној и мраморној пластици класичке грчке уметности“.
Антипатар из Тесалонике, један од најплоднијих песника у Филипову венцу епиграма, веома је ценио њену поезију: он је саставио коло од девет песникиња, девет земаљских Муза, и у томе колу, поред Праксиле из Сикиона, Аните из Тегеје, Сапфе из Митилене, Ерине с острва Тела, Телесиле из Арга, Носиде из Локра у Доњој Италији, Мире из Бизанта, споменуте Миртиде из Антедона, налази се и Корина (Anth. Pal. IX 26).5.
Ако Корина својим лирским стваралаштвом и није прелазила кантоналну ускоћу домаћега мита, она је, ипак, накнадно, као десето лице ушла у александријски канон деветоро лирских песника, у коме се налазе шесторица хорских лиричара: Алкман, Стесихор, Ибик, Симонид, Бакхилид, Пиндар, и троје монодичара: Алкеј, Сапфа и Анакреонт.